# Thomisus telanganaensis
Thomisus telanganaensis es una especie de araña cangrejo del género Thomisus, familia Thomisidae. Fue descrita científicamente por Pravalikha & Srinivasulu en 2015.

## Distribución
Esta especie se encuentra en India.